# 무르그 마카니
무르그 마카니(힌디어: मुर्ग मखनी) 또는 버터 치킨 커리(영어: butter chicken curry)는 닭고기를 버터와 크림을 넣어 만든 부드러운 토마토 소스에 넣어 끓여 만드는 커리이다.

## 이름
힌디어 "무르그 마카니(मुर्ग मखनी)"는 "버터 닭고기"라는 뜻으로, "닭"을 뜻하는 "무르그(मुर्ग)"와 "버터"를 뜻하는 "마칸(मक्खन)"이 더해진 표현이다.

## 역사
1950년대 인도 델리에서 펀자브 힌두 음식점 모티 마할을 운영하던 세 친구인 쿤단 랄 자기, 쿤단 랄 구지랄, 타쿠르 다스가 남은 닭고기를 버터와 크림이 든 토마토 소스와 섞었다가 무르그 마카니를 "우연히" 만들게 되었다.

## 만들기
닭고기는 레몬 즙, 다히, 가람 마살라 등 배합 향신료와 생강, 마늘, 후추, 깟씨, 쿠민, 울금, 고춧가루 등 향신료에 재워 두었다가 탄두르 등에서 익힌다. 토마토 소스는 카다멈, 쿠민, 정향, 계피, 깟씨, 후추, 호로파 등 향신료로 양념해 만들고, 버터와 크림을 더한다.

## 같이 보기
- 달 마카니
- 무르그 카라히
- 치킨 티카 마살라